# دليل هاتف
دليل الهاتف هو دَفْتَرٌ تُسَجَّلُ فيهِ أَسْماءُ الْمُشْتَرِكينَ في الهاتِفِ وَأَرْقامُهُمُ.

## تاريخ دليل الهاتف
صدر دليل الهاتف الأول، المكون من قطعة واحدة من الورق المقوى، في 21 فبراير 1878؛ أدرجت 50 فردًا وشركات ومكاتب أخرى في نيو هافن، كونيتيكت بها هواتف. تم نشر أول دليل هاتف بريطاني في 15 يناير 1880 بواسطة شركة الهاتف.